# Moncortés (Bajo Pallars)
Moncortés (en catalán y oficialmente, Montcortès) es un pueblo del municipio de Baix Pallars, en la comarca leridana del Pallars Sobirá. Hasta 1969 fue capital del municipio de Montcortés de Pallars, el más occidental de los cuatro antiguos municipios que se unieron. El antiguo término comprendía, además, los pueblos de Ancs, Bretui, Cabestany, Mentui, Peracalç y Sellui. En 2023 tenía 21 habitantes.

## Situación
Está situado en el sector occidental del municipio, a poniente del Pla de Corts y a unos 500 m al E del lago homónimo. A él se accede por la carretera que, partiendo desde la N-260 inmediatamente al N de Gerri de la Sal, asciende al Pla de Corts pasando por Peramea y Bretui. Desde Montcortés, la carretera sigue hasta la Pobleta de Bellveí (6,2 km), en la vecina comarca del Pallars Jussá, tras bordear el lago y descender por el barranco de Ruixou.

## Geografía humana

### Demografía
| Gráfica de evolución demográfica de Moncortés (Pdo.de Sor) entre 1842 y 1960 |
| |
| Población de derecho según los censos de población del INE Población de hecho según los censos de población del INEEntre el censo de 1857 y el anterior, crece el término del municipio porque incorpora a 255027 (Anchs), 255070 (Bretuy), 255235 (Mentuy), 255283 (Peracals), 255343 (Sellui) Entre el censo de 1970 y el anterior, este municipio desaparece porque se integra en el municipio 25039 (Baix Pallars) |

## Edificios de interés
A un lado de la carretera, alrededor de una gran peña, se encuentra el pueblo. Sobre dicho montículo, dominando la población, hay un enorme edificio llamado la Rectoría, donde se supone que existió el antiguo castillo, del cual ya se tienen noticias en el siglo XI. En 1484, en la guerra que contra Hugo Rogelio III tuvo el rey Fernando el Católico, escribió este al conde de Cardona para que tomase, entre otras, dicha fortaleza. Es por ello que, en 1632, Montcortès aún figuraba entre las posesiones del ducado de Cardona.
La iglesia parroquial (San Martín), situada justo debajo de la Rectoría a mediodía, es un edificio del siglo XVIII de una sola nave, con campanario de planta casi cuadrada y un segundo cuerpo octogonal coronado por una aguja piramidal también octogonal. En el pueblo también se encuentran la capilla de San Sebastián, edificio sencillo y sin culto, y las ruinas de la capilla de la Mare de Déu dels Àngels, ambas del mismo siglo que la parroquial.
A unos 800 m al sur de la población, en el denominado bosque de San Miguel, existe una ermita también del siglo XVIII bajo la advocación de dicho santo.